# Les Enfants perdus dans la forêt
Pour plus de détails, voir Fiche technique et Distribution.
Les Enfants perdus dans la forêt est un film muet français réalisé par Georges Denola, tourné en 1912 et sorti sur les écrans en 1913.

## Fiche technique
- Titre : Les Enfants perdus dans la forêt
- Réalisation : Georges Denola
- Scénario et adaptation : Georges Denola, d'après le conte anglais The Babes in the Wood (1776)
- Photographie :
- Montage :
- Société de production : Société cinématographique des auteurs et gens de lettres (S.C.A.G.L.)
- Société de distribution : Pathé frères
- Pays de production :  France
- Langue : français
- Métrage : 395 mètres dont 343 en couleurs
- Format : Noir et blanc — 35 mm — 1,33:1 — Muet
- Genre : Film dramatique
- Durée : 13 minutes
- Date de sortie : 
  - France : 4 avril 1913